# Antoine Ntalou
Antoine Ntalou (ur. 28 kwietnia 1940 w Bandounga) – kameruński duchowny katolicki, arcybiskup Garoua w latach 1992-2016.

## Życiorys
Święcenia kapłańskie otrzymał 8 lutego 1970.

## Episkopat
19 listopada 1982 został mianowany biskupem diecezji Yagoua. Sakry biskupiej udzielił mu 13 marca 1983 ówczesny nuncjusz apostolski w Kamerunie – abp Donato Squicciarini.
22 stycznia 1992 papież Jan Paweł II mianował go arcybiskupem Garoua.
22 października 2016 przeszedł na emeryturę.